# راجرزویل، نیوبرانزویک
راجرزویل، نیوبرانزویک (به انگلیسی: Rogersville, New Brunswick) یک منطقهٔ مسکونی در کانادا است که در نورث‌آمبرلند، نیوبرانزویک واقع شده‌است. راجرزویل ۷٫۲۳ کیلومتر مربع مساحت و ۱٬۱۷۰ نفر جمعیت دارد.